# Ab 18
Ab 18 (нем. После 18) — EP немецкой панк-группы Die Ärzte, выпущенный в 1987 году.

## Об альбоме
Целью выпуска альбома было собрать все не проходящие цензуру в Германии композиции в один сборник, в качестве реакции на запрет предыдущих двух альбомов группы. Мини-альбом содержит 3 новые и 4 уже ранее изданные на альбомах песни. Треки «Geschwisterliebe», «Claudia hat 'nen Schäferhund» и «Schlaflied» на момент выхода пластинки уже были запрещены "Национальным департаментом управления СМИ, наносящих вред несовершеннолетним". Сразу после выхода, это альбом был также включён в список запрещённых. В 1994 году лейбл CBS переиздал пластинку и ей удалось попасть в немецкий альбомный чарт на 13 недель, дойдя до 33 места. В 2004 году запрет с песен «Claudia hat 'nen Schäferhund» и «Schlaflied» был снят и они были официально переизданы на альбоме "Devil".

## Список композиций
1. Sie kratzt, sie stinkt, sie klebt (Urlaub/Urlaub) — 2:35
2. Geschwisterliebe [Братская любовь] (Urlaub/Urlaub) — 4:14
3. Helmut K. [Гельмут Коль] (Felsenheimer, Liebing, Urlaub/Felsenheimer, Liebing, Urlaub) — 2:38
4. Claudia hat 'nen Schäferhund [У Клодии была овчарка] (Urlaub/Urlaub) — 2:02
5. Claudia II [Клодия 2] (Urlaub/Urlaub) — 2:32
6. Sweet Sweet Gwendoline [Милая Милая Гвендолин] (Urlaub/Urlaub) — 2:57
7. Schlaflied [Колыбельная] (Urlaub/Urlaub) — 4:15

## Информация о песнях
- Треки 1, 3, 5 — новые
- Треки 2, 6 — с альбома «Die Ärzte»
- Треки 4, 7 —  с альбома «Debil»
- «Sie kratzt, sie stinkt, sie klebt» об перспективе парня, влюблённого в девушку, вызывающую отвращение своими действиями.
- «Geschwisterliebe» об инцесте между парнем и его 14-летней сестрой.
- «Helmut K.» об немецком политике и канцлере Германии Гельмуте Коле.
- «Claudia hat 'nen Schäferhund» о зоофилии между девушкой и её собакой.
- «Claudia II» — сиквел песни «Claudia hat 'nen Schäferhund»; теперь у Клаудии появился конь. Также существует 3 песня, которую можно найти на концертном альбоме «Live - Nach uns die Sintflut» и сборнике «Das Beste von kurz nach früher bis jetze», в этой песне Клаудия попыталась заняться сексом с мужчиной, но неудачно и она перешла на горбатого кита.
- «Sweet Sweet Gwendoline» о бондаже. Название песни взято из серии садомазо комиксов «Sweet Gwendoline», Гвендолин также является маскотом группы. В этой версии песни есть интро и концовка, в отличие от версии с альбома «Die Ärzte».
- «Schlaflied» рассказывает, как к ребёнку во сне приходит монстр и съедает его.